# Corruption sociale
Pour plus de détails, voir Fiche technique et Distribution.
Corruption sociale (Κοινωνική Σαπίλα, Kinoniki sapila) est un film grec réalisé par Stélios Tatassópoulos et sorti en 1932.
Il est considéré comme le premier film grec engagé politiquement

## Synopsis
Un étudiant, Dinos Vristhenis, réduit à la misère, abandonne ses études. Il devient d'abord acteur et tombe amoureux d'une de ses partenaires. Mais elle préfère épouser un industriel. Il quitte le théâtre et trouve un emploi dans une manufacture de tabac. Là, il crée un syndicat pour améliorer le sort des ouvriers. Il est pourchassé par les forces de l'ordre.

## Fiche technique
- Titre : Corruption sociale
- Titre original : Κοινωνική Σαπίλα (Kinoniki sapila)
- Réalisation : Stélios Tatassópoulos
- Scénario : Stélios Tatassópoulos
- Société de production : Rhyzio film
- Directeur de la photographie : Michalis Gaziadis
- Direction artistique : Kostas Logariastakis
- Pays d'origine : Grèce
- Genre : drame social et politique
- Format  : noir et blanc, muet
- Durée : 44 minutes
- Date de sortie : 1932

## Distribution
- Stélios Tatassópoulos
- Danaé Grizou
- Tassos Kefalas
- Joly Garbi (en)
- Kaiti Oikonomou
- Giorgos Kavoukidis
- Kostas Logariastakis
- Eleni Lavda
- Nikolaos Spyrou
- Gerasimos Arsenis
- Niki Pappa
- Rika Karouzaki
- Ketty Diridaoua (en)
- Kimon Spathopoulos
- Spyros Latrazanos